# Christian Matt
Christian Matt (* 20. Juni 1966 in St. Gallen) ist ein ehemaliger liechtensteinischer Fussballspieler.

## Karriere

### Verein
In seiner Jugend spielte Matt für den USV Eschen-Mauren, bei dem er dann in den Herrenbereich befördert wurde. Nach einer Station beim Hauptstadtklub FC Vaduz kehrte er zum USV Eschen-Mauren zurück, für den er bis zu seinem Karriereende aktiv war. 

### Nationalmannschaft
Matt gab sein Länderspieldebüt in der liechtensteinischen Fussballnationalmannschaft am 20. April 1994 beim 1:4 gegen Nordirland im Rahmen der Qualifikation zur Fussball-Europameisterschaft 1996. Bis 1995 war er insgesamt fünf Mal für sein Heimatland im Einsatz.